# Chaos Field
 (juin 2009).
Si vous disposez d'ouvrages ou d'articles de référence ou si vous connaissez des sites web de qualité traitant du thème abordé ici, merci de compléter l'article en donnant les références utiles à sa vérifiabilité et en les liant à la section « Notes et références ».
Chaos Field est un shoot 'em up à scrolling vertical développé par Milestone et sorti en 2004 sur borne arcade (Naomi). Le jeu a été ensuite adapté sur Dreamcast, GameCube et PlayStation 2.